# 석세션
《석세션》(영어: Succession)은 HBO에서 2018년 6월부터 2023년 5월까지 방영된 미국의 풍자 코미디 드라마이다.